# Hans Bänninger
Hans Bänninger   (Zúric, 17 de març de 1924 - Zúric, 22 d'agost de 2007) va ser un jugador d'hoquei sobre gel suís que va competir durant les dècades de 1940 i 1950.
El 1948 va prendre part en els Jocs Olímpics de Sankt Moritz, on guanyà la medalla de bronze en la competició d'hoquei sobre gel. Quatre anys més tard, als Jocs d'Oslo, fou cinquè en la mateixa competició.